# Fanian
Fanian est une localité située dans le département de Pô de la province du Nahouri dans la région Centre-Sud au Burkina Faso.

## Géographie
Fanian est situé à 13 km à l'Est de Pô et à 1,5 km au Nord du lieu-dit de Kampala. La commune est traversée par la route régionale 15.

## Économie
Fanian possède un important marché local.

## Santé et éducation
Le centre de soins le plus proche de Fanian est le centre de santé et de promotion sociale (CSPS) de Kampala (rattaché à Fanian) tandis que le centre médical avec antenne chirurgicale (CMA) se trouve à Pô.
Le village possède une école primaire publique.